# Химик (стадион, Стара Загора)
Химик е бивш стадион в Стара Загора. Намира се в парк Бедечка, зад ПГЕТ „Георги Сава Раковски“, близо до квартал Самара. Използвал се е за юношески футболни срещи, както и за мачове по софтбол. От 2008 г. земята на стадиона е реституирана и стадиона на практика не съществува. Според новият градоустройствен план там трябва да се построят нискоетажни жилищни сгради и парк. 